# Новоовсянниковская улица
Новоовся́нниковская улица — улица в Кировском районе Санкт-Петербурга. Проходит от проспекта Стачек до Баррикадной улицы, продолжением после пересечения с проспектом Стачек является Огородный переулок.

## История
Названа в честь помещика Овсянникова, у которого в 30-х годах XIX века была усадьба неподалёку от улицы.

## Ближайшие достопримечательности

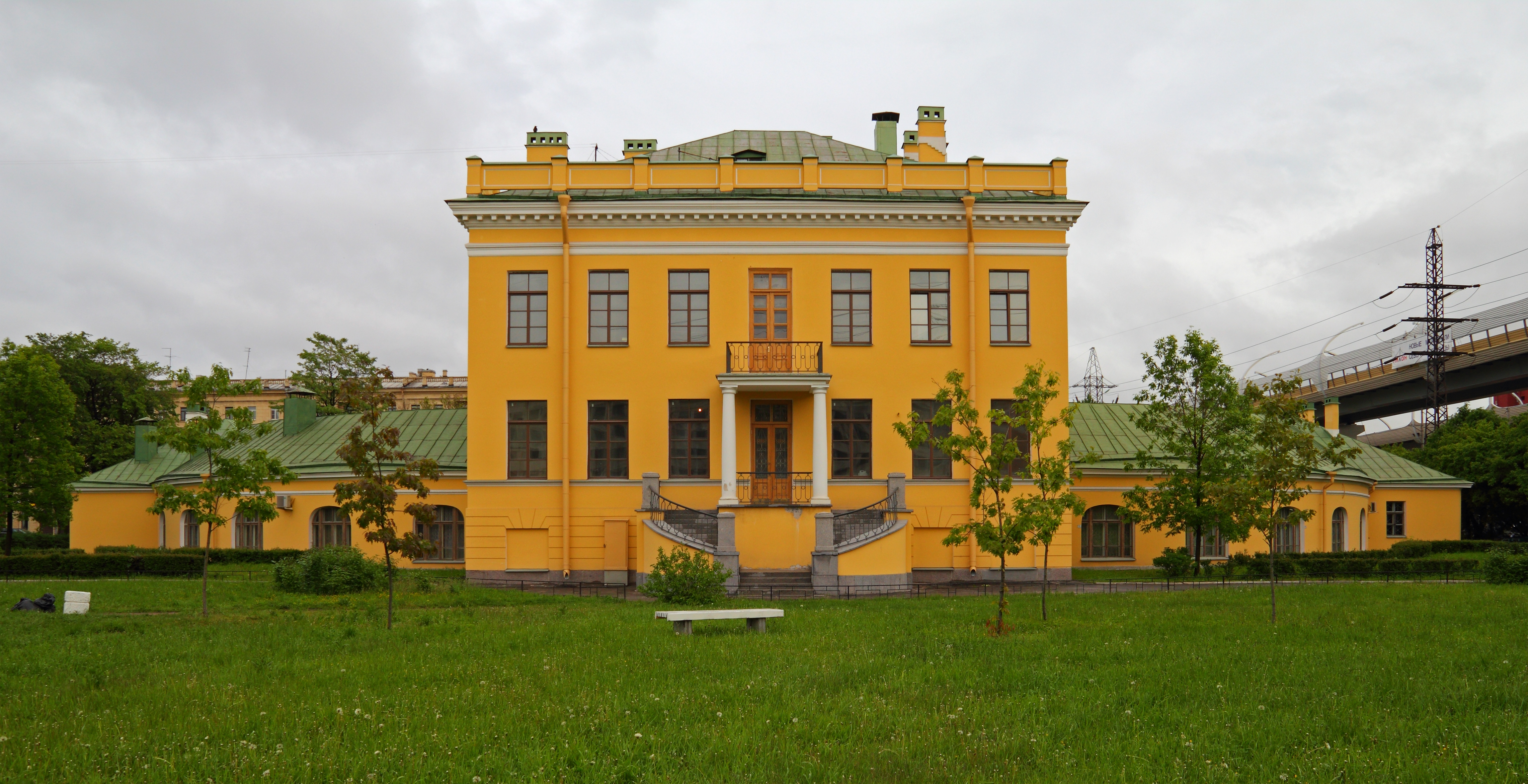
Усадьба Кирьяново в 2012 г.

- Торговый дом Общества потребителей Путиловского завода (6-е отделение). 1910—1911 гг. Объект культурного наследия.  7830622000
- усадьба Дашковой (Кирьяново);
- Кировский завод;
- хлебозавод «Заря»;
- верстовой столб на улице Трефолева.

## Примыкают следующие улицы
- Севастопольская улица
- Баррикадная улица
- Турбинная улица

## Примыкает к следующим улицам
- проспекту Стачек
- Баррикадной улице